# Атертон (Калифорнија)
Атертон (енгл. Atherton) град је у америчкој савезној држави Калифорнија. По попису становништва из 2010. у њему је живело 6.914 становника.

## Демографија
Према попису становништва из 2010. у граду је живело 6.914 становника, што је 280 (3,9%) становника мање него 2000. године.
| Група             | 2000.         | 2010.         |
| Белци             | 6.022 (83,7%) | 5.405 (78,2%) |
| Афроамериканци    | 50 (0,7%)     | 75 (1,1%)     |
| Азијати           | 704 (9,8%)    | 911 (13,2%)   |
| Хиспаноамериканци | 200 (2,8%)    | 268 (3,9%)    |
| Укупно            | 7.194         | 6.914         |